# Link (The Legend of Zelda)
Link (リンク?, Rinku) è il protagonista della serie di videogiochi The Legend of Zelda. Oltre alle apparizioni in più di venti titoli della saga, Link è presente nei videogiochi della serie Super Smash Bros. e nella versione di Soulcalibur II per Nintendo GameCube.
Link è considerato uno dei personaggi più famosi prodotti dalla Nintendo e, in generale, uno dei più grandi personaggi della storia dei videogiochi. Nel 2005 è stato uno dei primi tre personaggi a guadagnare l'accesso alla Walk of Game insieme a Mario e a Sonic the Hedgehog.
Il personaggio di Link ha ottenuto vari riconoscimenti sparsi in giro per il mondo, grazie all’importanza che egli ha ricoperto per il mondo videoludico. La rivista britannica Retro Gamer l'ha infatti inserito nella lista dei 50 migliori eroi di retro game della storia, descrivendolo come una delle più longeve leggende videoludiche. Game Informer lo posizionò al numero uno della lista dei "Migliori eroi videoludici del 2006". CNET lo definì il secondo miglior personaggio della storia dei videogiochi nella sua classifica stilata nel 2009. Nel 2010 la rivista Nintendo Power scelse Link come proprio secondo eroe dei videogiochi preferito, dichiarando che il suo coraggio sconfigge sempre ogni forza maligna.
Nel 2011 la rivista Empire inserì Link nella lista dei migliori personaggi della storia dei videogiochi definendolo uno dei più celebrati eroi di videogiochi della storia, nonché uno degli eroi più longevi di sempre, attribuendogli inoltre il merito di aver aiutato, grazie anche alla serie che lo vede protagonista, la diffusione e la celebrità internazionale del genere dei Giochi di Ruolo. Nello stesso anno, il sito UGO.com lo classificò primo nella lista dei personaggi di videogiochi che meriterebbero di avere una trasposizione cinematografica. Nel 2012 GamesRadar lo definì la personificazione stessa di come un vero eroe dovrebbe essere, nominandolo il più grande, memorabile e influente protagonista mai apparso in un videogioco.

## Caratteristiche
Da notare che Link, benché sia ufficialmente mancino, è l'unico personaggio Nintendo ad essere mancino in certi videogame e destrorso in altri, come per esempio in Skyward Sword, dove l'uso del controller Wii ha costretto gli sviluppatori ad accogliere i maggiori destrorsi sul mercato, anche se ciò si potrebbe giustificare dal momento che nei vari giochi Link non è sempre la stessa persona.

## Biografia

Link alla sua prima apparizione in The Legend of Zelda

Link, nato nella tribù degli Hylia (umani dalle orecchie a punta affinché possano sentire le voci degli dei), come mostrato in Ocarina of Time è in alcuni episodi in forma fanciullesca, in altri è adulto (sempre in Ocarina of Time è sia adulto che bambino, in The Wind Waker lo ritroviamo ragazzino). Link non ha mai parlato durante i giochi, lasciando un alone di mistero dietro la sua figura. Shigeru Miyamoto, suo creatore, ha spiegato che un Link muto avrebbe fatto immedesimare meglio il giocatore nel protagonista. In tutta la saga, Link parla solo due volte: In The Adventure of Link, dove nella casa di un villaggio troverà uno specchio sotto un tavolo e dirà «I found a mirror under the table» («Ho trovato uno specchio sotto il tavolo») e in The Wind Waker, quando deve farsi seguire da un partner e urla «Come on!!».
Il primo Link in ordine cronologico è quello di Skyward Sword, in ordine di uscita è quello di The Legend of Zelda.
La serie ci propone diversi Link, infatti ogni gioco presenta un Link diverso appartenente ognuno a un'epoca differente. In ogni gioco, comunque, l'eroe indossa una tunica di colore verde, un cappuccio del medesimo colore, degli stivali marroni e una cintura (ad eccezione di The Legend of Zelda: Breath of the Wild e        
The Legend of Zelda: Tears of the Kingdom, in cui indossa una tunica blu, chiamata "Tunica del campione"). Le sue orecchie sono a punta, simili a quelle di un elfo. I capelli sono quasi sempre biondi, tranne nei primi giochi della serie in cui erano biondo scuro, mentre i suoi occhi sono azzurri. Link possiede inoltre un pezzo della Triforza, la sacra reliquia intorno alla quale ruota la storia del gioco: ne esistono tre pezzi, ognuno dei quali corrisponde alla virtù del suo possessore. Nel caso di Link, si tratta della Triforza del coraggio.
Da Ocarina of Time viene introdotta una fedele compagna di Link, la cavalla Epona, utilizzata per spostarsi rapidamente nel regno di Hyrule. L'arma ricorrente di Link nella saga è la Master Sword, spada incantata e leggendaria che esorcizza il male, forgiata dagli antichi saggi. Alla fine di ogni gioco, Link ripone la spada nel suo piedistallo originale - tranne in Majora's Mask - in attesa che il Link di un'altra epoca (e di un altro gioco) la brandisca. Dunque tutti i Link sono accomunati dal fatto di aver tenuto in pugno la stessa singola spada. Durante il corso della leggenda, tutte le incarnazioni di Link acquisiscono un titolo speciale. Ad esempio, il Link dell'epoca di Ocarina of Time e Majora's mask viene chiamato "Eroe del Tempo", mentre il Link dell'epoca di Wind Waker e Phantom Hourglass viene chiamato "Eroe del Vento", mentre in Twilight Princess viene chiamato "Eroe del Crepuscolo". Infine in The Legend of Zelda: Breath of the Wild Link viene chiamato "Eroe delle Terre Selvagge".
Fuori dalla serie, Link è comparso in vari giochi di lotta tra i quali Super Smash Bros. inclusi tutti i seguiti e Soulcalibur II. Il personaggio di Link viene inoltre citato in videogiochi e cartoni animati esterni alla serie.

## Link nella serie diThe Legend of Zelda
- The Legend of Zelda e Zelda II: The Adventure of Link: nel primo episodio della serie, Link appare con le sembianze di un ragazzino di dieci anni deciso a salvare il regno di Hyrule dalla minaccia del terribile Ganon, sottraendo la principessa Zelda dalle sue grinfie, e trovando tutti i frammenti della Triforza del coraggio. Nel secondo episodio, seguito diretto del primo e ambientato sei anni dopo, Link è cresciuto ed appare nelle vesti di un adolescente di sedici anni.
- The Legend of Zelda: A Link to the Past; The Legend of Zelda - Oracle of Ages/Oracle of Seasons e The Legend of Zelda - Link's Awakening: in questo episodio, l'incarnazione di Link ad apparire ha nuovamente le sembianze di un giovane ragazzino dal passato oscuro e avvolto nel mistero. Probabilmente orfano, viene trovato da piccolo e poi cresciuto da suo zio, che vive in una capanna nella piana di Hyrule. Nei due Oracle, Link è un adolescente. In Link's Awakening è un ragazzo che, spintosi in mare in cerca di avventura, finisce naufrago sulla spiaggia di un'isola misteriosa dal nome Koholint.
- The Legend of Zelda - Ocarina of Time e The Legend of Zelda: Majora's Mask: nel primo episodio Link appare in ben due forme: inizialmente è un giovane ragazzino che, in seguito a un viaggio avanti nel tempo, diventerà adulto (questo Link sarà lo stesso di Majora's Mask ed apparirà come lo spirito dell'Eroe in Twilight Princess, dove insegnerà al Link di quel gioco delle tecniche con la spada). Nel secondo episodio, Link appare nuovamente bambino, trovatosi per caso in una nuova terra, versione alternativa di Hyrule, chiamata Termina.
- The Legend of Zelda - The Wind Waker e The Legend of Zelda - Phantom Hourglass: questo episodio vede apparire nuovamente il Link versione giovane ragazzino che, per via dello stile particolare con cui è tratteggiato (il Toon Shading), prenderà il nome di Link cartone, inaugurando una vera e propria nuova forma di Link (questo Link sarà lo stesso di Phantom Hourglass, il sequel di The Wind Waker).
- The Legend of Zelda: Four Swords (nuova versione di The Legend of Zelda - A Link to the Past per Game Boy Advance): qui torna lo stile di Wind Waker, e quindi torna ad apparire Link cartone con tutti i suoi tratti fisionomatici.
- The Legend of Zelda: The Minish Cap: in questo episodio appare come Link cartone. A differenza degli altri giochi della serie, la sua età è un punto narrativo importante: dato che il Link di questo gioco è un bambino, può vedere i Minish, che non possono essere visti dagli adulti.
- The Legend of Zelda - Four Swords Adventures: torna nuovamente come Link cartone.
- The Legend of Zelda - Twilight Princess: in questo episodio, dallo stile più cupo e maturo, abbiamo un Link in versione adulta.
- The Legend of Zelda: Spirit Tracks: torna nuovamente come Link cartone.
- The Legend of Zelda: Skyward Sword: in questo episodio appare un Link in forma adulta.
- The Legend of Zelda: A Link Between Worlds: seguito spirituale di A Link to the Past, vede tornare Link nelle sembianze di un giovane ragazzino. Lo stesso Link è anche il protagonista di The Legend of Zelda: Tri Force Heroes, ambientato qualche anno dopo.
- The Legend of Zelda: Breath of the Wild: in questo episodio, Link è un adulto: è stato incaricato di difendere la principessa Zelda e rischia la morte per lei, risvegliandosi 100 anni dopo nel Sacrario della Rinascita, perdendo la memoria. Lo stesso Link sarà protagonista di Hyrule Warriors: l'Era della Calamità e del sequel di Breath of the Wild, ovvero Tears of the Kingdom.
- The Legend of Zelda: Tears of the Kingdom: in questo episodio, Link è un adulto: Nei sotterranei del castello di Hyrule, dopo la sconfitta della calamità Ganon, Link e Principessa Zelda trovano un misterioso essere mummificato che, grazie ad un miasma corrosivo, danneggia gravemente la Spada Suprema e il braccio destro di Link. Segue anche una violenta frana che fa perdere traccia della principessa Zelda e sconvolge la geografia del regno di Hyrule.

## In altri media
In passato, nei primi anni novanta, fu pubblicato Un regno incantato per Zelda, un cartone animato dedicato alle avventure di The Legend of Zelda, sempre con Link come protagonista, uscito all'incirca nello stesso periodo della serie animata dedicata ai fratelli Mario. Il personaggio di Link, oltre ad essere molto famoso, è anche oggetto di cosplay nelle manifestazioni riguardanti videogiochi e manga. È apparso nell'episodio Child Fearing del cartone animato Le Superchicche, in un momento di parodia dei videogiochi di The Legend of Zelda. Link appare anche nella serie animata, sempre targata Nintendo, Un videogioco per Kevin - Captain N (Captain N). Nel cartone animato statunitense Drawn Together è presente il personaggio di Xandir, parodia di Link e di altri personaggi di videogame giapponesi; dai caratteri marcatamente effeminati, vive "nel perenne tentativo di salvare la sua ragazza". Link compare inoltre come protagonista della serie manga di Akira Himekawa (pseudonimo delle autrici A. Honda e S. Nagano), basata sui diversi videogiochi: qui l'eroe è perfettamente in grado di parlare e mostra una personalità più complessa, che varia a seconda del gioco di riferimento (per esempio nel riadattamento di The Legend of Zelda: Four Swords Adventures è un ragazzo coraggioso e generoso, ma anche testardo, arrogante e incapace di lavorare in squadra; nel manga basato su The Legend of Zelda: Twilight Princess, invece, Link è un adolescente tormentato da incubi del passato e che ritiene quella dell'eroe una responsabilità troppo grande per lui).

## Apparizioni

Link in Super Smash Bros. Brawl

- The Legend of Zelda (1986, Famicom/NES)
- Zelda II: The Adventure of Link (1987 Giappone, 1988 USA, 1989 Europa - Famicom/NES)
- The Legend of Zelda: A Link to the Past (1991/SNES)
- The Legend of Zelda - Link's Awakening (1993 - Game Boy; 1999 - versione a colori per il Game Boy Color)
- The Legend of Zelda - Ocarina of Time (1998 - Nintendo 64)
- Super Smash Bros. (1999 - Nintendo 64)
- The Legend of Zelda: Majora's Mask (2000 - Nintendo 64)
- The Legend of Zelda - Oracle of Ages/Oracle of Seasons (2001 - Game Boy Color; di Capcom)
- Super Smash Bros. Melee (2002 - Nintendo GameCube)
- Soulcalibur II (2002 - GameCube)
- The Legend of Zelda - The Wind Waker (2003 - GameCube)
- The Legend of Zelda - A Link to the Past (2003 - Game Boy Advance; nuova edizione + Four Swords; di Capcom)
- The Legend of Zelda: The Minish Cap (2004 - Game Boy Advance)
- The Legend of Zelda - Four Swords Adventures (2004 - GameCube)
- The Legend of Zelda - Twilight Princess (2006 - GameCube, Wii)
- The Legend of Zelda - Phantom Hourglass (2007 - Nintendo DS)
- Link's Crossbow Training (2007 - Wii)
- Super Smash Bros. Brawl (2008 - Wii)
- The Legend of Zelda: Spirit Tracks (2009 - Nintendo DS)
- The Legend of Zelda: Ocarina of Time 3D (2011 - Nintendo 3DS)
- The Legend of Zelda: Skyward Sword (2011 - Wii)
- The Legend of Zelda - The Wind Waker HD (2013 - Wii U)
- The Legend of Zelda: A Link Between Worlds (2013 - Nintendo 3DS)
- Hyrule Warriors (2014 - Wii U)
- Super Smash Bros. per Nintendo 3DS e Wii U (2014 - Wii U, Nintendo 3DS)
- The Legend of Zelda: Majora's Mask 3D (2015- Nintendo 3DS)
- The Legend of Zelda: Tri Force Heroes (novembre 2015- Nintendo 3DS)
- The Legend of Zelda: Twilight Princess HD (2016 - Wii U)
- The Legend of Zelda: Breath of the Wild (2017 - Wii U, Nintendo Switch)
- Super Smash Bros. Utimate (2018 - Nintendo Switch )
- Hyrule warriors : L'era della calamità (2020 - Nintendo Switch)
- The Legend of Zelda: Tears of the Kingdom (2023 - Nintendo Switch)
- The Legend of Zelda: Echoes of Wisdom (2024 - Nintendo Switch)

## Altre apparizioni
- Link compare come personaggio DLC giocabile in Mario Kart 8, diventando così il secondo personaggio non appartenente all'universo di Mario ad apparire nella serie Mario Kart: il primo è stato R.O.B. con Mario Kart DS.
- Nel primo livello del Mondo Stella in Super Mario 3D World si dovrà ottenere una stella completando una figura ad 8 bit ritraente proprio Link dal primo The Legend of Zelda.
- Fa un cameo nel gioco Sonic Lost World all'interno di uno stage DLC contenente elementi dalla serie di The Legend of Zelda.
- Nella saga Super Smash Bros, Link è un personaggio giocabile senza l'ausilio di DLC. Link comparirà nella versione adulto, molto simile a quella di The Legend of Zelda: Twilight Princess.
- In un livello di Nintendo Land per Wii U